# Мальцев Артем Ігорович
Артем Ігорович Мальцев (рос. Артём Игоревич Мальцев) — російський лижник, призер чемпіонату світу.
Срібну медаль світової першості Мальцев виборов у складі естафетної команди, що представляла Російський союз лижних видів спорту, на чемпіонаті 2021 року, який проходив у німецькому Оберстдорфі.